# Séminaire Nicolas Bourbaki
Le séminaire Nicolas Bourbaki est une série de séminaires (en fait des conférences publiques avec des notes distribuées directement) qui a lieu à Paris depuis 1948. C'est une des plus grandes institutions contemporaines de mathématiques, et un baromètre de l'avancée et de la réputation des mathématiques.
On trouvera ci-dessous les titres des premiers séminaires et (dans un lien externe) un accès à la liste complète des titres et aux textes eux-mêmes.

## 1948/1949 séries
- 1 Henri Cartan, Les travaux de Koszul, I
- 2 Claude Chabauty, Le théorème de Minkowski-Hlawka
- 3 Claude Chevalley, L'hypothèse de Riemann pour les corps de fonctions algébriques de caractéristique p, I, d'après Weil
- 4 Roger Godement, Groupe complexe unimodulaire, I : Les représentations unitaires irréductibles du groupe complexe unimodulaire, d'après Gelfand et Neumark
- 5 Léo Kaloujnine, Sur la structure des p-groupes de Sylow des groupes symétriques finis et de quelques généralisations infinies de ces groupes
- 6. Pierre Samuel, La théorie des correspondances birationnelles selon Zariski
- 7 Jean Braconnier, Sur les suites de composition d'un groupe et la tour des groupes d'automorphismes d'un groupe fini, d'après H. Wielandt
- 8 Henri Cartan, Les travaux de Koszul, II (voir 1)
- 9 Claude Chevalley, L'hypothèse de Riemann pour les groupes de fonctions algébriques de caractéristique p, II, d'après Weil (voir 3)
- 10 Luc Gauthier, Théorie des correspondances birationnelles selon Zariski (voir 6)
- 11 Laurent Schwartz, Sur un mémoire de Petrowsky : "Über das Cauchysche Problem für ein System linearer partieller Differentialgleichungen im Gebiete der nichtanalytischen Funktionen"
- 12 Henri Cartan, Les travaux de Koszul, III (voir 1)
- 13 Roger Godement, Groupe complexe unimodulaire, II : La transformation de Fourier dans le groupe complexe unimodulaire à deux variables, d'après Gelfand et Neumark (voir 4)
- 14 Marc Krasner, Les travaux récents de R. Brauer en théorie des groupes
- 15 Laurent Schwartz, Sur un deuxième mémoire de Petrowsky : "Über das Cauchysche Problem für Systeme von partiellen Differentialgleichungen" (voir 11)
- 16 André Weil, Théorèmes fondamentaux de la théorie des fonctions thêta, d'après des mémoires de Poincaré et Frobenius

## 1949/1950 séries
- 17 André Blanchard, Groupes algébriques et équations différentielles linéaires, d'après E. Kolchin
- 18 Jean Dieudonné, Géométrie des espaces algébriques homogènes, d'après W. L. Chow
- 19 Roger Godement, Sommes continues d'espaces de Hilbert, I
- 20 Charles Pisot, Démonstration élémentaire du théorème des nombres premiers, d'après Selberg et Erdös
- 21 Georges Reeb, Propriétés des trajectoires de certains systèmes dynamiques
- 22 Pierre Samuel, Anneaux locaux ; introduction à la géométrie algébrique
- 23 Marie-Hélène Schwartz, Compte-rendu de travaux de M. Heins sur diverses majorations de la croissance des fonctions analytiques et sous-harmoniques
- 24 Charles Ehresmann, Les connexions infinitésimales dans un espace fibré différentiable
- 25 Roger Godement, Sommes continues d'espaces de Hilbert, II (voir 19)
- 26 Laurent Schwartz, Sur un mémoire de K. Kodaira : "Harmonic fields in riemannian manifolds (generalized potential theory)", I
- 27 Jean-Pierre Serre, Extensions de groupes localement compacts, d'après Iwasawa et Gleason
- 28 René Thom, Les géodésiques dans les variétés à courbure négative, d'après Hopf
- 29 Armand Borel, Groupes localement compacts, d'après Iwasawa et Gleason (voir 27)
- 30 Jacques Dixmier, Facteurs : classification, dimension, trace
- 31 Jean-Louis Koszul, Algèbres de Jordan
- 32 Laurent Schwartz, Sur un mémoire de K. Kodaira : "Harmonic fields in riemannian manifolds (generalized potential theory)", II (voir 26)

## 1950/1951 séries
- 33 Armand Borel, Sous-groupes compacts maximaux des groupes de Lie, d'après Cartan, Iwasawa et Mostow
- 34 Henri Cartan, Espaces fibrés analytiques complexes
- 35 Charles Ehresmann,  Sur les variétés presque complexes
- 36 Samuel Eilenberg, Exposition des théories de Morse et Lusternick–Schnirelmann
- 37 Luc Gauthier, Quelques variétés usuelles en géométrie algébrique
- 38 Jean-Louis Koszul, Cohomologie des espaces fibrés différentiables et connexions
- 39 Jean Delsarte,  Nombre de solutions des équations polynomiales sur un corps fini, d'après A. Weil
- 40 Jacques Dixmier,  Anneaux d'opérateurs et représentations des groupes
- 41 Roger Godement,  Théorie des caractères dans les groupes unimodulaires
- 42 Pierre Samuel,  Théorie du corps de classes local selon G. P. Hochschild
- 43 Laurent Schwartz, Les théorèmes de Whitney sur les fonctions différentiables
- 44 Jean-Pierre Serre, Groupes d'homotopie
- 45 Armand Borel, Cohomologie des espaces homogènes
- 46 Samuel Eilenberg, Foncteurs de modules et leurs satellites, d'après Cartan et Eilenberg
- 47 Marc Krasner, Généralisations non-abéliennes de la théorie locale des corps de classes
- 48 Jean Leray,  La résolution des problèmes de Cauchy et de Dirichlet au moyen du calcul symbolique et des projections orthogonales et obliques
- 49 Pierre Samuel, Sections hyperplanes des variétés normales, d'après A. Seidenberg

## 1951/1952 séries
- 50 Jacques Dixmier, Quelques résultats d'Harish-Chandra, I
- 51 Roger Godement, Les travaux de Hecke, I
- 52 Jacques-Louis Lions, Les travaux de Deny en théorie du potentiel
- 53 Pierre Samuel, Variété de Picard et groupe de Severi, d'après A. Néron
- 54 Jean-Pierre Serre, Utilisation des nouvelles opérations de Steenrod dans la théorie des espaces fibrés, d'après Borel et Serre
- 55 Dov Tamari, Machines logiques et problèmes de mots. I : Les machines de Turing
- 56 Jean Braconnier, Sous-algèbres sous-invariantes d'une algèbre de Lie et tour des dérivations, d'après E. Schenkman
- 57 Jean Dieudonné, Groupes de Lie algébriques (Travaux de Chevalley)
- 58 Jacques Dixmier,  Quelques résultats d'Harish-Chandra, II (voir 50)
- 59 Roger Godement, Les travaux de Hecke, II (voir 51)
- 60 André Lichnerowicz, Variétés localement kählériennes
- 61 Dov Tamari, Machines logiques et problèmes de mots. II : Problèmes de mots indécidables (voir 55)
- 62 Armand Borel, Les espaces hermitiens symétriques
- 63 Pierre Dolbeault, Le théorème de Riemann-Roch sur les surfaces kählériennes compactes, d'après K. Kodaira
- 64 Nathan Jacobson, Le problème de Kuroš
- 65 Bernard Malgrange, Équations de Sturm–Liouville
- 66 André Néron, L'arithmétique sur les variétés algébriques, d'après A. Weil
- 67 Laurent Schwartz, Les travaux de L. Gårding sur les équations aux dérivées partielles elliptiques

## 1952/1953 séries
- 68 François Bruhat, Représentations induites des groupes localement compacts
- 69 Alexander Grothendieck,  Produits tensoriels topologiques et espaces nucléaires
- 70 Paul Jaffard,  Les corps quasi-algébriquement clos, d'après S. Lang
- 71 Jean-Pierre Serre, Cohomologie et fonctions de variables complexes
- 72 André Weil,  Variété de Picard et variétés jacobiennes
- 73 Henri Cartan,  Mémoire de Gleason sur le cinquième problème de Hilbert
- 74 Roger Godement, Travaux de Hecke, III (voir 51)
- 75 Jean-Louis Koszul, Relations d'équivalence sur les courbes algébriques ayant des points multiples, d'après M. Rosenlicht
- 76 Michel Lazard,  Groupes analytiques en caractéristique 0
- 77 Jean-Pierre Serre, Cohomologie et arithmétique
- 78 René Thom,  Sous-variétés et classes d'homologie des variétés différentiables
- 79 Jacques Dixmier, Fonctions sphériques, d'après R. Godement
- 80 Roger Godement, Travaux de Hecke, IV (voir 51)
- 81 Robert Lattès, Application de la théorie des semi-groupes à l'intégration d'équations aux dérivées partielles
- 82 Jean-Pierre Serre, Espaces fibrés algébriques, d'après A. Weil
- 83 André Weil, Sur la théorie du corps de classes

## 1953/1954 séries
- 84 Henri Cartan, Fonctions et variétés algebroïdes, d'après F. Hirzebruch
- 85 Robert Pallu de la Barrière,  L'existence de sous-espaces stables, d'après J. Werner
- 86 Pierre Samuel, Les fonctions holomorphes abstraites de Zariski
- 87 Laurent Schwartz, Solution élémentaire d'une équation aux dérivées partielles à coefficients constants d'après B. Malgrange
- 88 Jean-Pierre Serre,Travaux d'Hirzebruch sur la topologie des variétés
- 89 René Thom, Sur les variétés-bords
- 90 Roger Godement, Cohomologie des groupes discontinus
- 91 Alexander Grothendieck, La théorie de Fredholm
- 92 Jean-Claude Herz, Caractérisation des caractères des groupes finis, d'après R. Brauer
- 93 Jean-Louis Koszul, Les variétés jacobiennes généralisées, d'après M. Rosenlicht
- 94 André Néron, Le lemme d'Enriques-Severi, d'après O. Zariski
- 95 Jean-Pierre Serre, Faisceaux analytiques
- 96 Pierre Cartier, Représentations des groupes de Lie, d'après Harisch-Chandra
- 97 Bernard Malgrange, Fonctions moyenne-périodiques, d'après J.-P. Kahane
- 98 Katsumi Nomizu, Quelques résultats en géométrie différentielle des espaces homogènes
- 99 Pierre Samuel, Travaux de Zariski sur le 14e problème de M. Hilbert
- 100 Jean-Pierre Serre, Représentations linéaires et espaces homogènes kählériens des groupes de Lie compacts, d'après Borel et Weil

## 1954/1955 séries
- 101 Marcel Berger, Groupes d'holonomie des variétés à connexion affine
- 102 Pierre Cartier, Développements de fonctions arbitraires suivant les fonctions propres d'un opérateur différentiel
- 103 Paul Jaffard, Anneaux d'adèles d'après Iwasawa
- 104 André Néron,  Variétés abéliennes, d'après A. Weil (en introduction à l'exposé no 106)
- 105 Jacques Riguet,  Calcul différentiel libre, d'après Fox
- 106 Pierre Samuel, La jacobienne d'une courbe algébrique, d'après W. L. Chow
- 107 François Bruhat, Structure des algèbres de Lie semi-simples
- 108 Jean-Louis Koszul, Formes hermitiennes canoniques des espaces homogènes complexes, d'après Atiyah
- 109 Michel Lazard, Lois de groupes et analyseurs
- 110 Jacques-Louis Lions, Problèmes aux limites relatifs à des équations de type elliptique
- 111 Jean-Pierre Serre, Le théorème de Brauer sur les caractères, d'après Brauer, Roquette et Tate
- 112 Jacques Tits, Groupes semi-simples complexes et géométrie projective
- 113 Alexander Grothendieck, Réarrangements de fonctions et inégalités de convexité dans les algèbres de von Neumann munies d'une trace
- 114 André Blanchard, Le plongement des variétés de Hodge dans des espaces projectifs complexes, d'après K. Kodaira
- 115 Henri Cartan, Sur un mémoire inédit de H. Grauert : "Zur Theorie der analytisch vollständigen Räume"
- 116 Pierre Cartier,  Effacement dans la cohomologie des algèbres de Lie, d'après Hochschild et Koszul
- 117 Jacques-Louis Lions, Espaces de Beppo-Levi et quelques applications
- 118 Yozo Matsushima, Pseudo-groupes de Lie transitifs
- 119 Jacques Tits, Sous-algèbres des algèbres de Lie semi-simples, d'après V. Morozov, A. Malcev, E. Dynkin et F. Karpelevic

## 1955/1956 séries
- 120 Jean-Paul Benzécri, Théorie des capacités, d'après G. Choquet
- 121 Armand Borel, Groupes algébriques
- 122 François Bruhat,  Prolongement des sous-variétés analytiques, d'après W. Rothstein
- 123 Jacques Dixmier,  Travaux de Malgrange sur les équations aux dérivées partielles elliptiques
- 124 Paul Germain, Les équations du type mixte et le problème de Tricomi
- 125 Henri Cartan,  Théorie spectrale des C-algèbres commutatives d'après L. Waelbroeck
- 126 Roger Godement, Représentations induites des groupes de Lie, d'après Bruhat
- 127 Paul Jaffard, Travaux de Krull sur les anneaux de Jacobson
- 128 Dominique Ruyer, Extensions résolubles des corps de nombres algébriques, d'après Iwasawa
- 129 Pierre Samuel, Travaux de Shimura et Taniyama sur la multiplication complexe
- 130 François Trèves, Thèse d'Hörmander, I
- 131 Roger Godement, Représentations induites des groupes semi-simples
- 132 Michel Hervé,Travaux de Köcher sur les formes modulaires
- 133 Jean-Pierre Serre, Théorie du corps de classes pour les revêtements non ramifiés de variétés algébriques, d'après S. Lang
- 134 René Thom, Les singularités des applications différentiables
- 135 François Trèves, Thèse d'Hörmander, II (voir 130)
- 136 André Weil, Multiplication complexe des fonctions abéliennes

## 1956/1957 séries
- 137 Henri Cartan, Espaces fibrés analytiques, d'après Grauert
- 138 Claude Chevalley, Le théorème fondamental de la multiplication complexe (Démonstration de Eichler)
- 139 Gustave Choquet,  Existence et unicité des représentations intégrales au moyen des points extrémaux dans les cônes convexes
- 140 Jacques Dixmier, Travaux de Kadison sur les invariants unitaires
- 141 Alexander Grothendieck, Sur le mémoire de A. Weil : "Généralisation des fonctions abéliennes"
- 142 Armand Borel, Travaux de Mostow sur les espaces homogènes
- 143 François Bruhat, Travaux de Harish-Chandra
- 144 Roger Godement, Introduction aux travaux de A. Selberg
- 145 Pierre Samuel, Travaux de Rosenlicht sur les groupes algébriques
- 146 Jean-Pierre Serre, Critère de rationalité pour les surfaces algébriques, d'après K. Kodaira
- 147 Gustave Choquet, Les travaux de Nash et Kuiper sur le plongement isométrique des variétés riemanniennes dans l'espace euclidien
- 148 Jacques Deny, Les deux aspects de la théorie du potentiel
- 149 Alexander Grothendieck, Théorèmes de dualité pour les faisceaux algébriques cohérents
- 150 Bernard Malgrange, Variétés analytiques réelles, d'après F. Bruhat, H. Cartan et B. Malgrange
- 151 André Weil, Sur le théorème de Torelli

## 1957/1958 séries
- 152 Claude Chevalley, La notion de correspondance propre en géométrie algébrique
- 153 Marcel Guillaume, Les tableaux sémantiques du calcul des prédicats restreint
- 154 Jean-Louis Koszul Fibrés vectoriels sur les courbes elliptiques, d'après Atiyah
- 155 Serge Lang, Familles algébriques de jacobiennes, d'après Igusa
- 156 John Tate, WC-groups over p-adic fields
- 157 René Thom, La classification des immersions, d'après Smale
- 158 Claude Chevalley, La théorie des fonctions holomorphes de Zariski. Application au théorème de connexité
- 159 Jean Dieudonné, Extensions de représentations linéaires de groupes de Lie, d'après Hochschild et Mostow
- 160 Harish-Chandra Some applications of invariant differential operators on a semisimple Lie algebra
- 161 Laurent Schwartz, La fonction aléatoire du mouvement brownien
- 162 Jacques Tits, Les "formes réelles" des groupes de type E6
- 163 Jean Braconnier, Sur les groupes de Lie compacts opérant dans une variété compacte, d'après G. Mostow
- 164 Pierre Cartier, Dualité des variétés abéliennes
- 165 A. Kolmogorov, Dimension linéaire des espaces vectoriels topologiques
- 166 Bernard Malgrange, Théorème de Frobenius complexe
- 167 Goro Shimura, Fonctions automorphes et variétés abéliennes
- 168 André Weil, Modules des surfaces de Riemann

## 1958/1959 séries
- 169 Michel Demazure, Structure du groupe orthogonal, d'après T. Tamagawa
- 170 Albrecht Dold, Les foncteurs dérivés d'un foncteur non-additif
- 171 Roger Godement, Les fonctions zêta des algèbres simples, I
- 172 Michel A. Kervaire, L'homotopie stable des groupes classiques d'après R. Bott. Applications
- 173 François Norguet, Problème de Levi et plongement des variétés analytiques réelles, d'après H. Grauert
- 174 Jean-Pierre Serre, Classes des corps cyclotomiques, d'après K. Iwasawa
- 175 Jacques Dixmier, Solution négative du problème des invariants, d'après Nagata
- 176 Roger Godement, Les fonctions zêta des algèbres simples, II (voir 171)
- 177 Friedrich Hirzebruch, A Riemann-Roch theorem for differentiable manifolds
- 178 Bernard Malgrange, Unicité du problème de Cauchy, d'après A. P. Calderón
- 179 Friedrich I. Mautner, Théorie des idéaux dans certaines algèbres d'un groupe
- 180 René Thom, Travaux de Milnor sur le cobordisme
- 181 Pierre Cartier, Vecteurs analytiques, d'après E. Nelson
- 182 Alexander Grothendieck, Géométrie formelle et géométrie algébrique
- 183 Jean Leray, Résidus
- 184 Jacques-Louis Lions, Équations de Navier–Stokes
- 185 Jean-Pierre Serre, Corps locaux et isogenies
- 186 André Weil, Adèles et groupes algébriques

## 1959/1960 séries
- 187 Jacques Deny, Formes et espaces de Dirichlet
- 188 Albrecht Dold, Structure de l'anneau de cobordisme, d'après les travaux de V. A. Rokhlin et de C. T. C. Wall
- 189 Adrien Douady, Cohomologie des groupes compacts totalement discontinus, d'après Tate
- 190 Alexander Grothendieck, Technique de descente et théorèmes d'existence en géométrie algébrique. I : Généralités. Descente par morphismes fidèlement plats
- 191 Jean-Louis Koszul, Travaux de B. Kostant sur les groupes de Lie semi-simples
- 192 Georges Reeb Sur les feuilletages analytiques
- 193 Shiing-Shen Chern, Les hypersurfaces dans l'espace euclidien
- 194 Jean Dieudonné, Les groupes simples déduits des algèbres de Lie simples complexes, d'après C. Chevalley
- 195 Alexander Grothendieck, Technique de descente et théorèmes d'existence en géométrie algébrique. II : Le théorème d'existence en théorie formelle des modules
- 196 Jacques-Louis Lions, Sur les théorèmes d'interpolation
- 197 Paul Malliavin, Calcul symbolique dans quelques algèbres de Banach
- 198 Jean-Pierre Serre, Rationalité des fonctions zêta des variétés algébriques, d'après Dwork
- 199 Pierre Cartier, Structures simpliciales
- 200 Jean-Pierre Kahane, Séries de Fourier aléatoires
- 201 Serge Lang, Le théorème d'irréductibilité de Hilbert
- 202 Jean Leray, Le problème de Cauchy dans le cas analytique linéaire
- 203 Bernard Malgrange, Division des distributions, d'après Lojasiewicz
- 204 Jean-Pierre Serre, Revêtements ramifiés du plan projectif, d'après Abhyankar

## 1960/1961 séries
- 205 Adrien Douady, Plongements de sphères, d'après Mazur et Brown
- 206 Roger Godement, Groupes linéaires algébriques sur un corps parfait
- 207 Alain Guichardet, Représentations des algèbres involutives
- 208 Michel A. Kervaire, Le problème de Poincaré en dimensions élevées, d'après J. Stallings
- 209 Jean-Pierre Serre, Groupes finis à cohomologie périodique, d'après R. Swan
- 210 Jacques Tits, Les groupes simples de Suzuki et de Ree
- 211 Pierre Cartier, Classes de formes bilinéaires sur les espaces de Banach, d'après Grothendieck
- 212 Alexander Grothendieck, Techniques de construction et théorèmes d'existence en géométrie algébrique. III : Préschémas quotients
- 213 Bernard Malgrange, Équations différentielles sans solutions, d'après Lars Hörmander
- 214 André Martineau, Les hyperfonctions de M. Sato
- 215 Arnold S. Shapiro, Algèbres de Clifford et périodicité des groupes, d'après R. Bott et A. Shapiro
- 216 Jean-Louis Verdier, Sur les intégrales attachées aux formes automorphes, d'après Shimura
- 217 François Bruhat, Travaux de Sternberg
- 218 Pierre Cartier, Analyse spectrale et théorème de prédiction statistique de Wiener
- 219 Claude Chevalley, Certains schémas de groupes semi-simples
- 220 Adrien Douady, Le théorème de Grauert sur la cohérence des faisceaux-images d'un faisceau analytique cohérent par un morphisme propre
- 221 Alexander Grothendieck, Techniques de construction et théorèmes d'existence en géométrie algébrique. IV : Les schémas de Hilbert
- 222 Serge Lang, L'équivalence homotopique tangentielle, d'après Mazur

## 1961/1962 séries
- 223 Adrien Douady, Cycles analytiques, d'après Atiyah et Hirzebruch
- 224 annulée
- 225 Jean-Pierre Kahane, Travaux de Beurling et Malliavin
- 226 Bernard Morin, Un contre-exemple de Milnor à la Hauptvermutung
- 227 André Néron, Modèles p-minimaux des variétés abéliennes
- 228 Pierre Samuel, Invariants arithmétiques des courbes de genre 2, d'après Igusa
- 229 François Bruhat, Intégration p-adique, d'après Tomas
- 230 Jean Cerf, Travaux de Smale sur la structure des variétés
- 231 Pierre Eymard, Homomorphismes des algèbres de groupe, d'après Paul J. Cohe
- 232 Alexander Grothendieck, Technique de descente et théorèmes d'existence en géométrie algébrique. V : Les schémas de Picard : Théorèmes d'existence
- 233 Bernard Morin, Champs de vecteurs sur les sphères, d'après J. P. Adams
- 234 François Norguet, Théorèmes de finitude pour la cohomologie des espaces complexes, d'après A. Andreotti et H. Grauert
- 235 Michel Demazure, Sous-groupes arithmétiques des groupes algébriques linéaires, d'après Borel et Harish-Chandra
- 236 Alexander Grothendieck, Technique de descente et théorèmes d'existence en géométrie algébrique. VI : Les schémas de Picard : Propriétés générales (voir 232)
- 237 Serge Lang, Fonctions implicites et plongements riemanniens, d'après Nash et Moser
- 238 Laurent Schwartz, Sous-espaces hilbertiens et antinoyaux associés
- 239 André Weil, Un théorème fondamental de Chern en géométrie riemannienne
- 240 Michel Zisman, Travaux de Borel-Haefliger-Moore

## 1962/1963 séries
- 241 Pierre Cartier, Fluctuations dans les suites de variables aléatoires indépendantes
- 242 Yves Dejean, Transformation de Fourier des distributions homogènes, d'après Gårding
- 243 Jean Dieudonné, Mémoire de Bertram Kostant sur les applications de la cohomologie des algèbres de Lie réductives
- 244 Roger Godement, La formule des traces de Selberg
- 245 André Haefliger, Plongements de variétés dans le domaine stable
- 246 Bernard Malgrange, Systèmes différentiels à coefficients constants
- 247 François Bruhat, Points entiers sur les courbes de genre ≥ 1, d'après Lang
- 248 Jean Giraud, Groupe de Picard, anneaux factoriels, d'après Grothendieck
- 249 Alain Guichardet, Représentations des groupes de Lie nilpotents, d'après Kirillov
- 250 Friedrich Hirzebruch, The topology of normal singularities of an algebraic surface
- 251 Jean-Louis Koszul, Théorèmes de points fixes pour les groupes élémentaires, d'après Borel
- 252 Jean-Pierre Serre, Structure de certains pro-p-groupes, d'après Demuškin
- 253 Michael F. Atiyah, The index of elliptic operators on compact manifolds
- 254 Mohamed S. Baouendi, Les opérateurs de convolution, d'après Ehrenpreis et Hörmander
- 255 Pierre Cartier, Représentations linéaires des groupes algébriques semi-simples en caractéristique non nulle, d'après Steinberg
- 256 Jean Giraud, Analysis situs, d'après Artin et Grothendieck
- 257 Roger Godement, Domaines fondamentaux des groupes arithmétiques
- 258 Leopoldo Nachbin, Régularité des solutions des équations différentielles elliptiques, d'après Moser

## 1963/1964 séries
- 259 Adrien Douady,  Démonstration élémentaire d'un théorème de périodicité de Bott, d'après Atiyah et Bott
- 260 Roger Godement,  Quelques résultats nouveaux de Kostant sur les groupes semi-simples
- 261 Hervé Jacquet,  Mémoire de Langlands sur la dimension des espaces de formes automorphes
- 262 Bernard Malgrange, Problèmes aux limites elliptiques
- 263 Claude Morlet,  Microfibrés et structures différentiables
- 264 René Thom,  Travaux de Moser sur la stabilité des mouvements périodiques
- 265 Armand Borel,  Cohomologie et rigidité d'espaces compacts localement symétriques, d'après Weil et Matsushima
- 266 Daniel Lacombe, Théorèmes de non-décidabilité
- 267 Pierre Samuel,  Travaux d'Igusa sur les formes modulaires de genre 2
- 268 Gérard Schiffmann,  Frontières de Furstenberg et formules de Poisson sur un groupe de Lie semi-simple
- 269 Laurent Schwartz,  Les travaux de Seeley sur les opérateurs intégraux singuliers sur une variété
- 270 Jean-Pierre Serre,  Groupes analytiques p-adiques, d'après M. Lazard
- 271 François Bruhat,  Sous-groupes compacts maximaux des groupes semi-simples p-adiques
- 272 Pierre Cartier,  Processus aléatoires généralisés
- 273 N'a pas eu lieu
- 274 Serge Lang,  Les formes bilinéaires de Néron et Tate
- 275 Bernard Malgrange,  Majorations a priori et d′′-cohomologie, d'après Hörmander
- 276 Gérard Rauzy,  Points transcendents sur les variétés de groupe, d'après Lang